# Заправочный пистолет
Топливозаправочный пистолет — неотъемлемая часть АЗС, а дальнейшем зарядных станций для электромобилей, сконструированная для удобства разлива топлива по бакам автомобилей с ДВС и подачи тока на заряжаемые электромобили.
- Топливозаправочный пистолет, закреплённый на колонке слева
- 3 топливозаправочных пистолета с разными сортами топлива

## Особенности конструкции
Топливный пистолет крепится на конце шланга, является одновременно краном, блокирующем напор подаваемого топлива и так называем дулом, которое вставляется непосредственно в горловину бака.
Имеет рукоятку для удержания руками, внутри которой проходит сам канал подачи топлива и защитный кран, который блокируется спусковым рычагом, одновременно подающему сигнал на работу насоса топливораздаточной колонки. Для активации подачи топлива используется спусковой рычаг, который удерживается заправщиком или владельцем автомобиля, для его фиксации в открытом положении применяется дополнительная скоба. Для защиты от случайных нажатий так же применяется защитная скоба, вся конструкция выполняется чаще всего из дюраля.

## Зарядный штекер для электромобилей
Поскольку зарядный штекер для электромобилей тоже похож на заправочный пистолет. Кроме того для улучшения фиксации у него есть фиксирующая защёлка, но кранов и прочих систем он не имеет.